# Egitto (provincia romana)
L'Egitto fu una delle più importanti province dell'Impero romano a partire dal 30 a.C., quando fu acquisito da Ottaviano, dopo la morte di Cleopatra d'Egitto.

## Statuto
Governata dal 29 a.C. da un prefetto dell'ordine equestre, il praefectus Alexandreae et Aegypti, munito di imperium delegato dal principe. All'inizio del IV secolo, l'Egitto divenne una diocesi e fu diviso in sei province, Aegyptus, Augustamnica, Heptanomis (poi Arcadia), Thebais, Alto-Egitto e Basso Egitto. Nel V secolo, poi, alla Diocesi d'Egitto si aggiunsero anche le province della Cirenaica, dal nome di Lybia Superior e Lybia Inferior.
Dopo la riforma il prefetto si occupò con incarichi civili solamente del Basso Egitto e del distretto del Fayum, mentre il resto del territorio fu affidato a un praeses. Il potere militare fu affidato al dux Aegypti et Thebaidos utrarumque Libyarum.
| EVOLUZIONE DELL'EGITTO ROMANO            | EVOLUZIONE DELL'EGITTO ROMANO                   | EVOLUZIONE DELL'EGITTO ROMANO                   | EVOLUZIONE DELL'EGITTO ROMANO                   | EVOLUZIONE DELL'EGITTO ROMANO                   | EVOLUZIONE DELL'EGITTO ROMANO                   | EVOLUZIONE DELL'EGITTO ROMANO                   | EVOLUZIONE DELL'EGITTO ROMANO                   | EVOLUZIONE DELL'EGITTO ROMANO                   |                                                 |
| ---------------------------------------- | ----------------------------------------------- | ----------------------------------------------- | ----------------------------------------------- | ----------------------------------------------- | ----------------------------------------------- | ----------------------------------------------- | ----------------------------------------------- | ----------------------------------------------- | ----------------------------------------------- |
| prima della conquista romana             | Regno tolemaico (Cleopatra, ultima dei Tolomei) | Regno tolemaico (Cleopatra, ultima dei Tolomei) | Regno tolemaico (Cleopatra, ultima dei Tolomei) | Regno tolemaico (Cleopatra, ultima dei Tolomei) | Regno tolemaico (Cleopatra, ultima dei Tolomei) | Regno tolemaico (Cleopatra, ultima dei Tolomei) | Regno tolemaico (Cleopatra, ultima dei Tolomei) | Regno tolemaico (Cleopatra, ultima dei Tolomei) | Regno tolemaico (Cleopatra, ultima dei Tolomei) |
| dal 30 a.C.                              | Egitto                                          | Egitto                                          | Egitto                                          | Egitto                                          | Egitto                                          | Egitto                                          | Egitto                                          | Egitto                                          | Egitto                                          |
| con la riforma di Diocleziano            | Aegyptus Iovia                                  | Aegyptus Iovia                                  | Aegyptus Iovia                                  | Aegyptus Herculia                               | Aegyptus Herculia                               | Aegyptus Herculia                               | Thebais                                         | Thebais                                         | Thebais                                         |
| da Costantino I (324) a Teodosio I (395) | Aegyptus I                                      | Aegyptus II                                     | Aegyptus II                                     | Augustamnica I                                  | Augustamnica II                                 | Arcadia                                         | Thebais superior                                | Thebais inferior                                | Thebais inferior                                |

## Storia
Marco Atilio Regolo e Manio Acilio furono inviati come ambasciatori, nel 210 a.C., ad Alessandria d'Egitto da Tolomeo IV e Cleopatra, per rinnovare l'amicizia col popolo romano. Ai due regnanti furono portati dei doni: al re una toga, una tunica di porpora e una sedia curule eburnea; alla regina una ricca veste ricamata insieme a un mantello di porpora.

### Occupazione romana

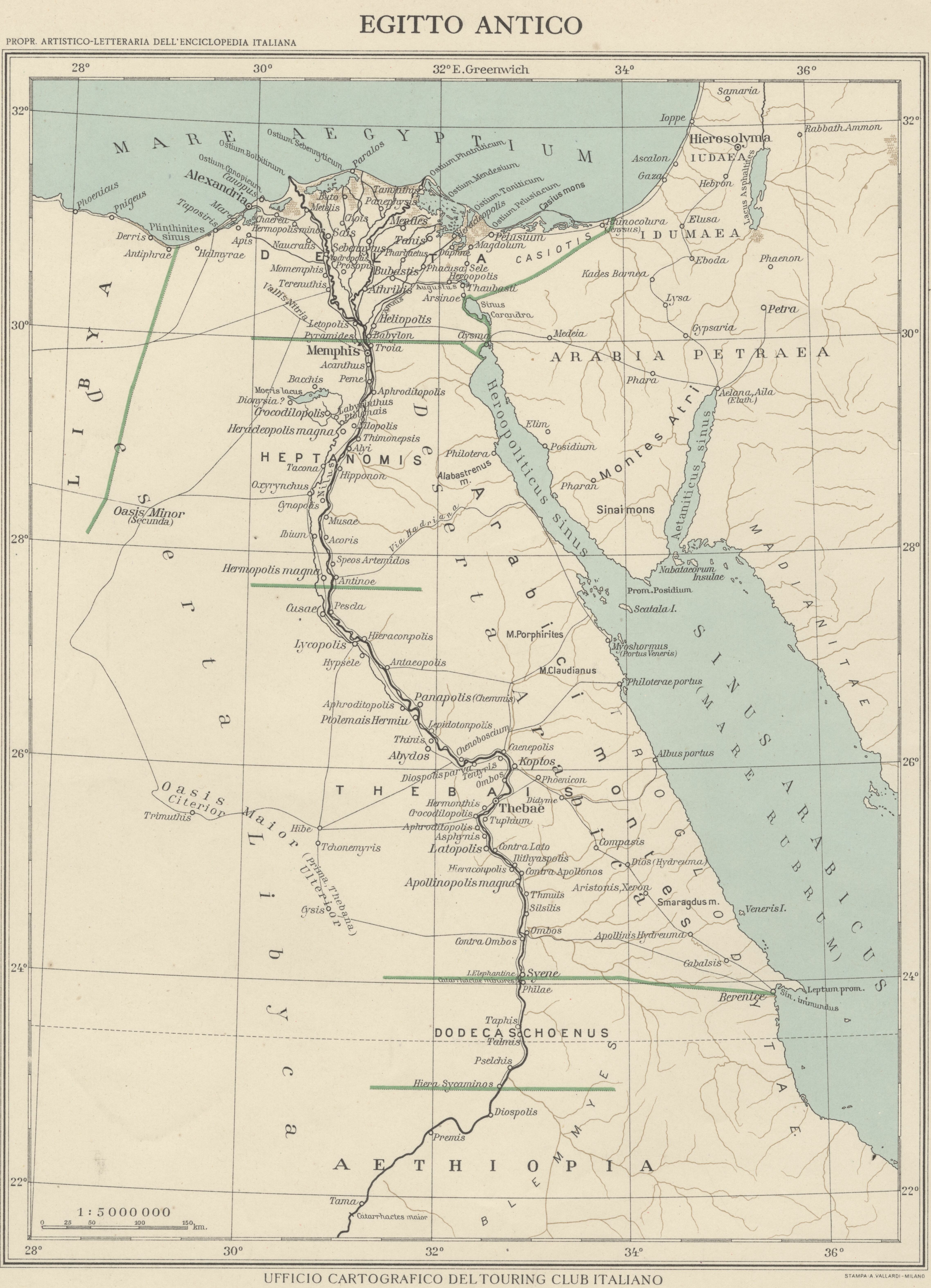
Carta dell'Egitto durante la dominazione romana, in una delle tavole realizzate dall'Ufficio Cartografico del Touring Club Italiano per l'Enciclopedia Italiana Giovanni Treccani, 1928-1940

La prefettura romana d'Egitto (titolo ufficiale latino: Alexandrea et Aegyptus), fu istituita nel 30 a.C. da Augusto, in seguito alla conquista del paese e alle morti di Cleopatra e Cesarione; l'Egitto divenne parte dell'Impero romano, governata da un prefetto scelto dall'Imperatore nell'ordine equestre: il praefectus Alexandreae et Aegypti. Ottaviano rifiutò di assumere il titolo di faraone al momento della conquista dell'Egitto, temendo di non riuscire a giustificarlo ai Romani, anche considerando il fatto che egli stesso aveva fatto attaccare dalla propaganda il comportamento "esotico" di Antonio e Cleopatra. Nonostante ciò la popolazione nativa dell'Egitto lo considerava il faraone successore di Cleopatra e Cesarione. Nella versione in lingua egizia di una stele del 29 a.C. eretta da Cornelio Gallo, ad Augusto furono attribuiti titoli tipici dei faraoni, che tuttavia furono omessi nelle versioni in latino e in greco dello stesso testo. La religione egizia richiedeva l'esistenza di un faraone affinché agisse come intermediario tra le divinità e l'umanità, per cui gli imperatori romani furono considerati dei faraoni, al di là dell'effettiva situazione politica, come già era successo con i sovrani persiani ed ellenistici. A differenza delle precedenti dinastie straniere di faraoni, tuttavia, gli imperatori romani raramente visitavano l'Egitto più di una volta nella vita. Inoltre gli imperatori romani erano considerati faraoni solo in Egitto, mentre nel resto dell'Impero assumevano il titolo di Imperator (in latino) o Autokrator (in greco). Al di là degli effettivi legami dinastici, l'insieme degli imperatori/faraoni romani è talvolta indicato come la XXXIV Dinastia dell'Egitto. Alcuni studiosi copti del XIX secolo, come Mikhail Sharubim e Rifa'a al-Tahtawi, avevano proposto una suddivisione degli imperatori romani in due dinastie egizie, una trentaquattresima per gli imperatori pagani e una trentacinquesima per gli imperatori cristiani da Teodosio I alla conquista islamica dell'Egitto del 641, al di là del fatto che nessun imperatore cristiano fu mai considerato un faraone, nemmeno dalla popolazione dell'antico Egitto.
Il principale interesse romano per l'Egitto era costituito dall'approvvigionamento di grano per la città di Roma. L'Egitto era governato in maniera diversa dalle altre province. Gli imperatori la consideravano più un loro possesso personale che non una provincia, assumendo governatori che la amministrassero senza l'interferenza del Senato romano; nessun senatore fu mai nominato governatore di Egitto e fu loro proibito di visitare la provincia senza autorizzazione esplicita. L'amministrazione romana della prefettura d'Egitto si stabilì ad Alessandria; Roma introdusse nuovi funzionari, nuove forme di tassazione, abolì i titoli di corte tolemaici e l'autonomia della capitale, che perse la sua Bulè; diverse e sostanziali furono le modifiche apportate al sistema tolemaico di governo, tanto che la storiografia più recente parla senza dubbio di Egitto Romano, distinto dall'Egitto Tolemaico. I Greci continuarono a lavorare nella maggior parte degli uffici amministrativi; come tutto l'Oriente ellenistico, greca rimase la lingua utilizzata nella prefettura. Il latino, al contrario, si mantenne vivo in ambito militare. Anche la cultura e l'educazione rimasero greche durante il periodo romano.
I Romani rispettarono le usanze e le credenze religiose egiziane, e venne introdotto il culto dell'Imperatore, considerato un faraone nel solo Egitto in modo da consentire ai sacerdoti egizi di dimostrare la loro lealtà al nuovo sovrano estero nei modi tradizionali. Nel tempio di Dendur, costruito dal governatore romano di Egitto Gaio Petronio, sono presenti delle raffigurazioni di Ottaviano, ora chiamato Augusto, vestito da faraone nell'atto di sacrificare a varie divinità egizie. Ai primi imperatori furono attribuite titolature elaborate simili a quelle dei Tolomei e ai faraoni nativi loro predecessori, mentre agli imperatori da Commodo in poi fu attribuito solo un nomen, seppur scritto in un cartiglio come in precedenza. Con la diffusione del Cristianesimo, che finì per diventare la religione di stato, gli imperatori non ritennero più possibile accettare le implicazioni tradizionali del titolo di faraone (ruolo con salde radici nella religione egizia), e a partire dagli inizi del IV secolo la stessa Alessandria, capitale d'Egitto fin dai tempi di Alessandro Magno, era diventata un importante centro del Cristianesimo. L'ultimo imperatore a cui fu conferito il titolo di faraone fu Massimino Daia (che regnò tra il 311 e il 313).
Il primo prefetto d'Egitto, Gaio Cornelio Gallo, portò l'Alto Egitto sotto il controllo di Roma con un intervento militare e stabilì un protettorato sul distretto della frontiera meridionale, che era stata abbandonata dagli ultimi Tolomei. La narrazione di questa impresa è descritta nella famosa stele dell'isola di File. Il secondo prefetto, Elio Gallo, organizzò una spedizione non riuscita per conquistare l'Arabia: la costa egiziana del Mar Rosso non fu controllata dai Romani fino al regno di Claudio. Il terzo prefetto, Gaio Petronio, bonificò dei canali di irrigazione, dando il via a una ripresa dell'agricoltura.

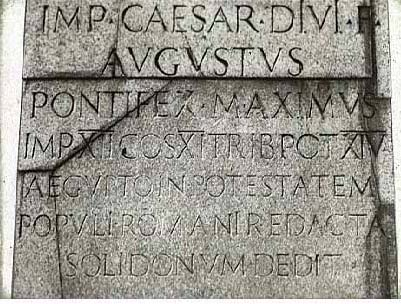
Iscrizione celebrante la conquista d'Egitto da parte di Augusto. Obelisco flaminio, Roma,

Dal regno di Nerone in poi, l'Egitto conobbe un'era di prosperità che durò circa un secolo. Giuseppe Flavio racconta, che quando Vespasiano, durante la guerra civile venne acclamato imperatore dalle truppe coinvolte nella guerra contro i Giudei (giugno del 69), lo stesso si preoccupò di avere come suo alleato, l'Egitto.
(Giuseppe Flavio, La guerra giudaica, IV, 10.5.605-607.)
I maggiori problemi incontrati riguardarono i conflitti religiosi sorti tra Greci ed Ebrei, in particolar modo ad Alessandria, che in seguito alla distruzione di Gerusalemme nel 70 divenne il centro mondiale della religione e della cultura ebraica. Sotto Traiano vi fu una rivolta ebraica, sfociata nella repressione degli Ebrei di Alessandria e nella perdita di tutti i loro privilegi, anche se in seguito vennero rapidamente ripristinati. Adriano, che visitò due volte l'Egitto, fondò Antinopoli in memoria del suo favorito Antinoo. Da allora in avanti furono eretti edifici in stile greco-romano in tutta la regione.
Sotto Marco Aurelio l'eccessiva tassazione condusse gli Egiziani a una rivolta (169), che fu repressa solo dopo alcuni anni di combattimento. Questa Guerra Bucolica causò gravi danni all'economia e segnò l'inizio del declino economico dell'Egitto. Avidio Cassio, che fu a capo delle armate romane nella guerra, si autoproclamò imperatore, e fu riconosciuto dagli eserciti di Siria ed Egitto. All'avvicinarsi di Marco Aurelio, comunque, fu deposto e ucciso, e la clemenza dell'imperatore restaurò la pace. Una rivolta simile scoppiò nel 193, quando Pescennio Nigro fu proclamato imperatore alla morte di Pertinace. L'imperatore Settimio Severo, nel 202, diede una costituzione ad Alessandria e alle capitali dei distretti territoriali (le nomai).
L'evento più rivoluzionario nella storia dell'Egitto romano fu l'introduzione del cristianesimo nel II secolo. Dapprima esso fu vigorosamente osteggiato dalle autorità romane, che temevano le discordie religiose più di ogni altra cosa in un paese nel quale la religione aveva sempre goduto di una notevole importanza. Comunque la nuova religione fece presto seguaci tra gli Ebrei di Alessandria. Da questi passò rapidamente ai Greci, e in seguito si diffuse tra gli Egiziani dell'interno, senza che l'antica religione opponesse molta resistenza.

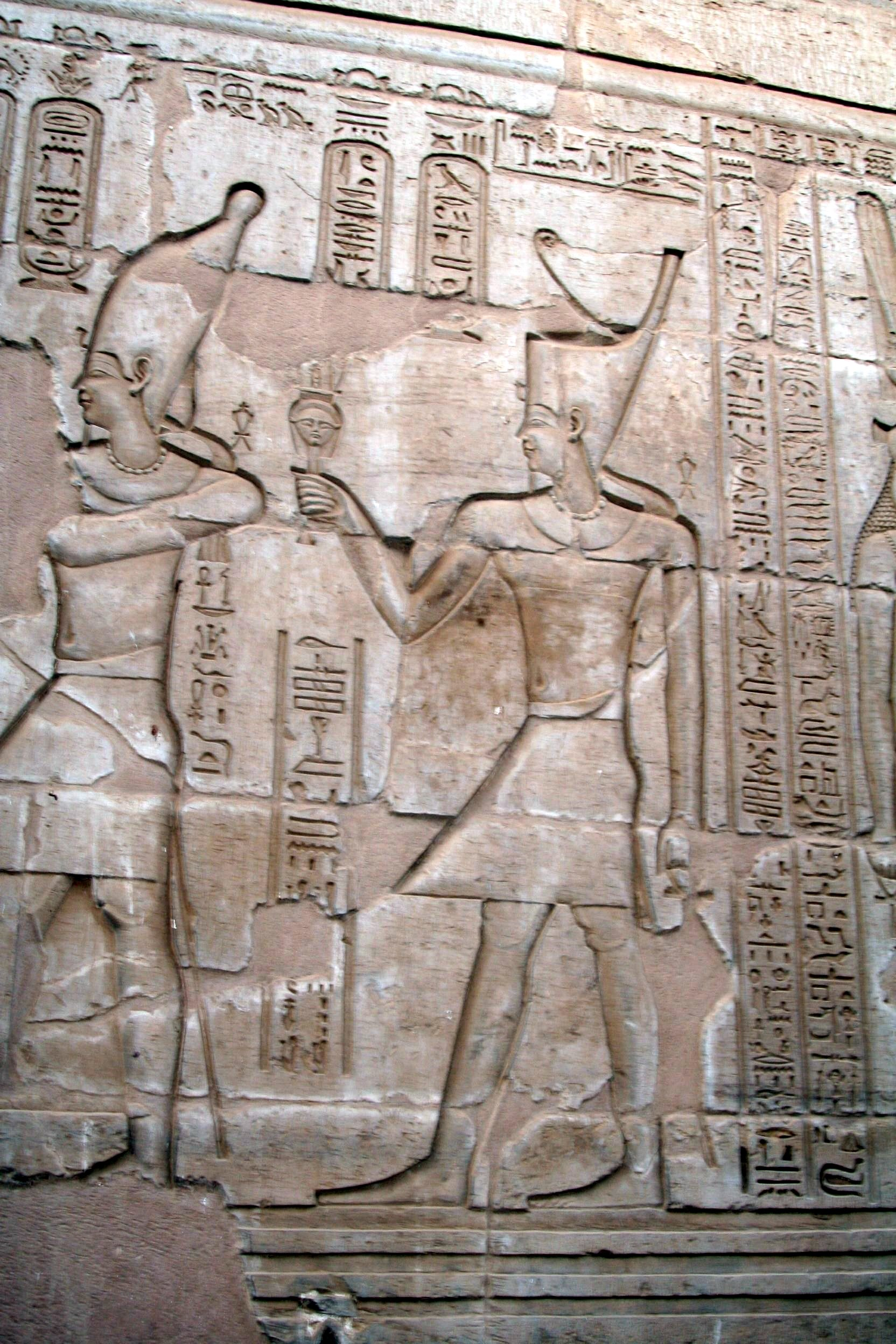
L'Imperatore Caracalla, che regnò tra il 211 e il 217, raffigurato come faraone nel Tempio di Kôm Ombo

Caracalla (211-217) concesse la cittadinanza romana anche ai Greci d'Egitto. Nel III secolo vi fu una serie di rivolte militari e civili. Sotto Decio, nel 250, i cristiani subirono le prime persecuzioni, ma la loro religione continuò a diffondersi. Durante il regno di Gallieno, il prefetto Mussio Emiliano si fece proclamare imperatore dall'esercito, finché il legato di Gallieno, Aurelio Teodoto, non lo sconfisse. Poco dopo Zenobia, regina di Palmira, invase e conquistò l'Egitto, ma nel 272 Aureliano pose fine alla rivolta contro Roma, come pure quella di Firmo. Due generali di stanza in Egitto, Marco Aurelio Probo e Domizio Domiziano, organizzarono con successo delle rivolte e furono proclamati imperatori. Diocleziano nel 296 sconfisse Domizio e riconquistò Alessandria. In seguito l'imperatore decise un riassetto del territorio d'Egitto, che dopo più di trecento anni fu per la prima volta "normalizzato", passando dalla forma amministrativa straordinaria della prefettura territoriale a quella comune dell'organizzazione provinciale. La diocesi di Egitto fu suddivisa in tre province, poi diventate quattro. L'editto di Diocleziano del 303 contro i cristiani fu l'inizio di una nuova era di persecuzione. Ma questo fu l'ultimo serio tentativo di frenare la diffusione della religione cristiana in Egitto.

## Difesa ed esercito
Essendo il prefetto di rango equestre, anche tutti gli ufficiali in Egitto erano del medesimo rango. Il praefectus legionis, il praefectus castrorum e anche gli stessi tribuni, solamente angusticlavi.
La forza militare complessiva dislocata nella regione al tempo di Augusto era composta da tre legioni, nove coorti di fanteria ausiliaria e tre alae di cavalleria; a informarci è un noto passo di Strabone, dal quale apprendiamo che le legioni erano stanziate rispettivamente a Nicopoli di Alessandria, a Babylon (presso l'odierno Cairo) e nella chora. Il confine più meridionale provinciale del limes rimase posizionato a Primis e Pselcis, almeno fino a Diocleziano (o forse a Costantino I), quando quest'ultimo sembra abbia ritirato l'esercito attestandosi a Syene ed Elefantina e permettendo ai Nobati di occupare questi territori fertili attorno al Nilo, a condizione che difendessero questo tratto di limes dai Blemmi. Questa è la descrizione generale delle frontiere che fa Giuseppe Flavio, al tempo di Vespasiano (nel 69):
(Giuseppe Flavio, La guerra giudaica, IV, 10.5.607-612.)

### Legioni romane
Le legioni erano certamente la legio III Cyrenaica, la legio XXII Deiotariana e forse, ma non è certo la legio XII Fulminata. Forse per opera dello stesso Augusto, certamente prima del 23, le legioni vennero portate a due (legio III Cyrenaica e la legio XXII Deiotariana). In vista della progettata spedizione in Etiopia di Nerone, venne ammassato in Egitto un cospicuo contingente, che comprendeva, oltre la due legioni citate, anche la legio XV Apollinaris e 2000 uomini di truppe ausiliarie libiche; la XV legio prese poi parte al bellum Iudaicum e tornò in Egitto sino al 117 d.C. per essere poi trasferita, probabilmente, a Setala. La III Cyrenaica venne spostata nella nuova provincia di Arabia verso il 127; dal 119, invece, non si hanno più notizie della legio XXII Deioteriana: la spiegazione tradizionale la vuole distrutta o seriamente decimata nella campagna giudaica del 132-135, sebbene non vi siano prove certe di un coinvolgimento della legione negli avvenimenti della sommossa di Bar Koheba. Almeno dal 128, se non prima, con lo stanziamento a Nicopoli della legio II Traiana Fortis, l'exercitus in Egitto si ridusse a una sola legio.
La riduzione delle legioni non deve trarre in inganno: alla diminuzione di forze legionarie corrispose un aumento di forze ausiliarie. Se infatti reali pericoli esterni non ve ne furono, la situazione interna vide al contrario il progressivo aumento di tensioni sociali, dal brigantaggio nella chora, sino ad aperte ribellioni, come nel caso della rivolta giudaica del 115-117 o della sommossa dei Bukoloi nel 172. Contrariamente a quanto avveniva nelle altre province con una sola legione, in cui il comandante era anche governatore, in Egitto già dall'età adrianea sussistettero distintamente la figura del governatore e quella del prefetto di legione.

### Auxilia

La provincia romana d'Egitto nel I-III secolo, da Augusto ai Severi

Subito dopo la conquista dell'imperatore Augusto, furono installate soprattutto lungo i confini meridionali, ma anche ad Alessandria e nella penisola del Sinai 3 alae di cavalleria e 9 cohortes di fanteria nel 30-29 a.C., per un totale di 23 000 armati compresi i legionari. Sappiamo, infatti, da tutta una serie di iscrizioni epigrafiche che nella provincia c'erano:
nell'80nell'intero Egitto, tre alae di cavalleria e sette cohortes di fanteria, i cui nomi erano:
- per le ali: I Augusta, Apriana e Commagenorum;
- per le coorti: I Augusta Pannoniorum, I Hispanorum equitata,[20] I Flavia Cilicum equitata,[21] II Ituraeorum equitata,[20] III Ituraeorum [equitata], I Thebaeorum equitata[20] e II Thebaeorum [equitata].

nel 105nell'intero Egitto, 3 alae di cavalleria e 7 (+2) cohortes di fanteria, i cui nomi erano:
- per le ali: I Augusta, Apriana e Vocontiorum;
- per le coorti: I Augusta praetoria Lusitanorum equitata,[23] I Augusta Pannoniorum, I Flavia Cilicum equitata,[21] II Thracum, II Thebaeorum [equitata], II Ituraeorum equitata[20] e III Ituraeorum [equitata], a cui andrebbero aggiunte altre 2 (I Hispanorum equitata,[20] I Thebaeorum equitata[20]) appena trasferite in Giudea.

nel 157nell'intero Egitto, 4 alae di cavalleria e 12 cohortes di fanteria, i cui nomi erano:
- per le ali: veterana Gallica, Thracum Mauretanica [?], Vocontiorum e Apriana Provincialis [?];
- per le coorti: I Ulpia Afrorum, I Augusta Pannoniorum, I Apamenorum, I Augusta praetoria Lusitanorum equitata,[23] I Flavia Cilicum equitata,[21] II Thracum, II Ituraeorum equitata,[20] III Ituraeorum [equitata] e II Thebaeorum [equitata] e tre altre non prevenuteci da questo diploma.

nel 179nell'intero Egitto, 4 alae di cavalleria e 9 cohortes di fanteria, i cui nomi erano:
- per le ali: veterana Gallica, Thracum Mauretanica, Vocontiorum e Apriana Provincialis;
- per le coorti: I Ulpia Afrorum, I Augusta Pannoniorum, I Apamenorum, I Augusta praetoria Lusitanorum equitata,[23] I Flavia Cilicum equitata,[21] II Thracum, II Ituraeorum equitata,[20] III Ituraeorum [equitata] e II Thebaeorum [equitata].

nel 400 circal'esercito, dopo la riforma tetrarchica e di Costantino I, fu posto sotto il comando del Magister militum praesentalis I, che a sua volta controllava due duces per l'Egitto e un comes. Si trattava di:
- un Dux Thebaidos, a capo di ben 42 unità o distaccamenti di unità;[27]
- un Dux Libyarum, a capo di un imprecisato numero di unità, come risulta dalla parte mancante della Notitia Dignitatum in Oriente (la n. XXX);
- e un Comes limitis Aegypti,[26] a capo di ben 31 unità o distaccamenti di unità.[28]

Questa struttura amministrativo-militare rimase pressoché invariata almeno fino a Giustiniano I.

### Classis Alexandrina
Con base ad Alessandria d'Egitto, la Classis Alexandrina controllava la parte orientale del mare Mediterraneo. Venne formata da Augusto nel 30 a.C. e, per aver dimostrato il proprio appoggio a Ottaviano nella guerra civile, ricevette il titolo di Augusta, divenendo così la Classis Augusta Alexandrina.

### Strutture militari lungo illimesdella provincia egiziana
A tal proposito qui sotto troverete alcune tabelle/legenda:
- legio=legione romana
- coh.=coorte
- mil=milliaria (composta da 1 000 uomini)
- eq.=coorte equitata
- ala=unità di cavalleria
- vexill=vexillationes
- c.R.=civium Romanorum

#### Fronte settentrionali: dal Mediterraneo al basso corso del Nilo
| Forte/burgus lungo il limes               | Località antica | Località moderna                   | Da          | Al         | Misure | Unità ausiliarie presenti in differenti periodi |
| ----------------------------------------- | --------------- | ---------------------------------- | ----------- | ---------- | ------ | --- |
| Fortezza legionaria e forte ausiliario    | Alexandria      | Al Iskandariyah                    | Augusto     | VI secolo? |        | legio II Traiana Fortis legio III Cyrenaica legio XXII Deiotariana Ala veterana Gallica Ala I Thracum Mauretana Coh.I Hispanorum eq. Coh.scutata c.R. |
| Fortezza legionaria                       | Nicopoli        | poco a est di Alessandria d'Egitto | Augusto     | VI secolo? |        | legio II Traiana Fortis |
| Forte di vexill. legionaria?              | Akoris          | Teneh sul delta del Nilo           | Augusto?    | VI secolo? |        | vexill. legio III Cyrenaica vexill. legio XXII Deiotariana                                                                                            |
| Forte?                                    |                 | El Kantara                         | Augusto     | VI secolo? |        | Ala I Thracum Mauretana |
| fortezza legionaria                       | Babilonia       | Al Qahirah                         | Augusto     | VI secolo? |        | |
| Forte e fortezza legionaria di vexillatio | Menfi           | Mit Rahina                         | Augusto     | VI secolo? |        | legio II Traiana Fortis Ala Apriana |
| Forte                                     | Filadelfia      | Gerzeh                             | Augusto     | VI secolo? |        | coh.II Thebaeorum eq. Ala I Thracum Mauretania |
| Forte?                                    | Dionysias       | Al Fayyum                          | Diocleziano | VI secolo? |        | Ala Vocontiorum |

#### Fronte orientale: ai confini con l'Arabia nabatea
| Forte/burgus lungo il limes | Località antica | Località moderna | Da      | A       | Misure | Unità ausiliarie presenti in differenti periodi |
| --------------------------- | --------------- | ---------------- | ------- | ------- | ------ | ----------------------------------------------- |
| Forte?                      | Pelusio         | Tell Farama      | Augusto | Traiano |        |                                                 |
| Forte?                      | Arsinoe         | presso Suez      | Augusto | Traiano |        |                                                 |
| Forte?                      | Ostracine       |                  | Augusto | Traiano |        |                                                 |
| Forte?                      | Rhinocolara     | al-Arish         | Augusto | Traiano |        |                                                 |

#### La regione della Tebaide, del deserto Orientale e della costa del Mar Rosso

##### Da Quena aMons Porphyritese poi al Mar Rosso
La strada che da Quena sul Nilo conduceva fino ad Abu Sha'ar, attraverso il sito di Mons Porphyrites (Wadi Umm Sidri) fu protetta da non meno di 125 postazioni militari (per lo più torri di avvistamento, ma anche fortini).
| Forte/burgus lungo il limes | Località antica  | Località moderna                              | Da                               | A                              | Misure   | Unità ausiliarie presenti in differenti periodi |
| --------------------------- | ---------------- | --------------------------------------------- | -------------------------------- | ------------------------------ | -------- | ----------------------------------------------- |
| 2 fortini                   |                  | El-Heita                                      | Augusto                          | Tarda antichità?               |          |                                                 |
| Fortino                     |                  | El-Saqquia                                    | Augusto?/Tiberio?                | Tarda antichità?               | 0,05 ha  |                                                 |
| Forte                       |                  | Deir al-Atrash                                | Augusto?/Tiberio?                | a intervalli fino a VII secolo | 0,30 ha  |                                                 |
| Fortino                     |                  | Qattar                                        | Augusto?/Tiberio?                | Tarda antichità                | 0,15 ha  |                                                 |
| Fortino                     |                  | Umm Balad                                     | Augusto?/Tiberio?                | Tarda antichità                |          |                                                 |
| Fortino                     |                  | Badia                                         | Augusto?/Tiberio?                | metà del IV secolo?            | 0,165 ha |                                                 |
| Fortino                     |                  | Wadi Belih                                    | Augusto?/Tiberio?                | metà del IV secolo?            | 0,07 ha  | 15-20 cavalieri o 30-35 fanti                   |
| Forte                       | Mons Porphyrites | Wadi Umm Sidri                                | Tiberio                          | metà del IV secolo?            | 0,38 ha  | Ala Vocontiorum                                 |
| Forte e porto               |                  | Abu Sha'ar non identificabile con Myos Hormos | Augusto e ricostruito in 309/311 | VII secolo                     | 0,50 ha  |                                                 |

##### Da Quena aMons Claudianus, fino al Mar Rosso
| Forte/burgus lungo il limes | Località antica | Località moderna | Da                   | A                   | Misure  | Unità ausiliarie presenti in differenti periodi                |
| --------------------------- | --------------- | ---------------- | -------------------- | ------------------- | ------- | -------------------------------------------------------------- |
| Forte                       | Mons Claudianus | Gebel Fatireh    | Claudio o Domiziano? | metà del III secolo | 0,52 ha | vexill. legio XV Apollinaris Coh.I Flavia Cilicum eq.          |
| Forte                       |                 | Samnah, Wadi     | Augusto              | VI secolo?          |         | Coh.III Ituraeorum eq. Coh.I Augusta praetoria Lusitanorum eq. |

##### Da Copto aLeukos Limen, e da Thebae aBerenicesul Mar Rosso
Lungo la strada che da Copto conduceva a Leukos Limen/Myos Hormos furono disseminati, oltre a una decina di Hydreuma (presidiati ciascuno da un piccolo contingente ausiliario), anche una sessantina di torri di avvistamento, utilizzate per lo più per segnalare l'arrivo di merci pregiate dall'Oriente, tra la costa del Mar Rosso e i porti sul Nilo. L'altra strada, lunga 370 km, che collegava Copto/Tebe con Berenice, era anch'essa accompagnata da un'altra decina di Hydreuma e numerose torri di avvistamento.
| Forte/burgus lungo il limes                 | Località antica | Località moderna                 | Da               | A                          | Misure  | Unità ausiliarie presenti in differenti periodi |
| ------------------------------------------- | --------------- | -------------------------------- | ---------------- | -------------------------- | ------- | --- |
| Forte di vexill. legionaria?                |                 | Copto                            | Augusto          | VI secolo?                 |         | vexill. legio III Cyrenaica |
| Hydreuma (stazione fortificata per l'acqua) |                 | El-Matula                        | Augusto/Tiberio? | V/VI secolo?               |         | |
| Hydreuma (stazione fortificata per l'acqua) | Phoenicon       | El-Laqeita                       | Augusto/Tiberio? | V/VI secolo?               |         | |
| Hydreuma (stazione fortificata per l'acqua) |                 | Qasr al-Banat                    | Augusto/Tiberio? | V/VI secolo?               |         | |
| Hydreuma (stazione fortificata per l'acqua) | Krokodilo       | El-Muweih                        | Augusto/Tiberio? | V/VI secolo?               | 0,09 ha | |
| Hydreuma (stazione fortificata per l'acqua) | Porsou          | El-Hammamat                      | Augusto/Tiberio? | V/VI secolo?               | 0,10 ha | |
| Hydreuma (stazione fortificata per l'acqua) |                 | El-Fawakir                       | Augusto/Tiberio? | V/VI secolo?               | 0,15 ha | |
| Hydreuma (stazione fortificata per l'acqua) | Maximianon      | El-Zerkah                        | Massimiano?      | V/VI secolo?               |         | |
| Hydreuma (stazione fortificata per l'acqua) |                 | El-Hamrah                        | Augusto/Tiberio? | V/VI secolo?               | 0,48 ha | |
| Hydreuma (stazione fortificata per l'acqua) |                 | Seyala                           | Augusto/Tiberio? | V/VI secolo?               |         | |
| Hydreuma (stazione fortificata per l'acqua) | Simiou?         | El-Iteima                        | Augusto/Tiberio? | V/VI secolo?               |         | |
| Porto                                       | Leukos Limen?   | Quseir al-Qadim                  | Augusto          | V/VI secolo?               |         | |
| Forte                                       | Mykos Hormos    | ?                                |                  |                            |         | |
| Forte di coorte o di vexill. legionaria?    | Thebae          | Al Uqsur                         | Augusto          | VI secolo?                 |         | Coh.II Thracum |
| Forte di coorte o di vexill. legionaria     | Thebae          | Karnak                           | Augusto          | VI secolo?                 |         | vexill. legio XII Fulminata vexill. legio III Cyrenaica vexill. legio XXII Deiotariana Ala veterana Gallorum Ala Apriana Coh.I Hispanorum eq. Coh.II Thebaeorum eq. Coh.VII Ituraeorum eq. |
| Forte di ala o di vexill. legionaria        | Thebae          | Luxor                            | Augusto?         | VII secolo?                | 4,3 ha  | Ala Nova Maximiana Dromedaria legio III Diocletiana |
| Hydreuma (stazione fortificata per l'acqua) | Phoenicon       | El-Laqeita                       | Augusto/Tiberio? | V/VI secolo?               |         | |
| Hydreuma (stazione fortificata per l'acqua) | Didyme          | Khashm el-Menih                  | Augusto/Tiberio? | fino a tardo IV secolo     |         | |
| Hydreuma (stazione fortificata per l'acqua) | Afrodito        | Wadi Menih el-Heir               | Domiziano        | fino a tardo IV secolo     |         | |
| Hydreuma (stazione fortificata per l'acqua) | Compasi         | Bir Daghbag                      | Augusto/Tiberio? | fino a tardo IV secolo     |         | |
| Hydreuma (stazione fortificata per l'acqua) | Jovis           | Wadi Abu Greiya?                 | Augusto/Tiberio? | fino a tardo IV secolo     |         | |
| Hydreuma (stazione fortificata per l'acqua) | Aristonis       | Wadi Gerf                        | Augusto/Tiberio? | fino a tardo IV secolo     |         | |
| Hydreuma (stazione fortificata per l'acqua) | Falacro         | Wadi Dweig                       | Augusto/Tiberio? | fino a tardo IV secolo     |         | |
| Hydreuma (stazione fortificata per l'acqua) | Apollonos       | Wadi Gemal                       | Augusto/Tiberio? | fino a tardo IV secolo     |         | |
| Hydreuma (stazione fortificata per l'acqua) | Cabalsi         | Wadi Ghusan                      | Augusto/Tiberio? | fino a tardo IV secolo     |         | |
| Hydreuma (stazione fortificata per l'acqua) | Vetus Hydreuma  | Wadi Abu Qreiya                  | Augusto/Tiberio? | almeno fino a Costantino I |         | |
| Forte                                       | Lahami          | Wadi Lahma presso Berenice       | Augusto/Tiberio? | almeno fino a Costantino I |         | vexill. legio XXII Deiotariana |
| Fortino                                     |                 | Wadi Kalakat presso Berenice     | Augusto/Tiberio? | almeno fino a Costantino I |         | |
| Fortino                                     |                 | Hitan Ryan 20 km S-E di Berenice | Augusto/Tiberio? | almeno fino a Costantino I |         | |
| Fortino                                     |                 | Shenshef 25 km S-E di Berenice   | Augusto/Tiberio? | almeno fino a Costantino I |         | |

##### Da Edfu (Apollonopoli Magna) aNechesia(?) sul Mar Rosso
Vi era anche un'altra strada per raggiungere il Maro Rosso dal fiume Nilo. Si trattava di quella che congiungeva Apollonis Magna (Edfu) con l'attuale sito di Marsa Nakari (forse identificabile con l'antica Nechesia). Questa via permetteva di mettere in comunicazione le miniere d'oro di Barramiya con un porto fluviale e uno marittimo.
| Forte/burgus lungo il limes                 | Località antica    | Località moderna | Da               | A                      | Misure | Unità ausiliarie presenti in differenti periodi |
| ------------------------------------------- | ------------------ | ---------------- | ---------------- | ---------------------- | ------ | ----------------------------------------------- |
| ?                                           | Apollinopoli Magna | Edfu             | Augusto?         | VI secolo?             |        |                                                 |
| Hydreuma?                                   |                    | El-Kanais        | Augusto?         | fino a tardo IV secolo |        |                                                 |
| Hydreuma (stazione fortificata per l'acqua) | Aristonis          | Wadi Gerf        | Augusto/Tiberio? | fino a tardo IV secolo |        |                                                 |
| Porto                                       | Nechesia?          | Marsa Nakari     | Augusto?         | fino a tardo IV secolo |        |                                                 |

#### Fronte meridionale: la regione del Dodecascheno
Il fronte meridionale fu il più difficile da controllare. Qui le popolazioni controllate dai romani erano: i Blemmi e i Megabari, che vivevano lungo la sponda orientale del Nilo ed erano soggetti ai Kushiti; i Trogoditi che vivevano sulle montagne lungo la costa del Mar Rosso; i Nobati (indipendenti dai Meroiti) e che vivevano sulla sponda occidentale del Nilo; e soprattutto il Regno di Kush con capitale Meroë.
| Forte/burgus lungo il limes                         | Località antica | Località moderna | Da            | A                           | Misure | Unità ausiliarie presenti in differenti periodi                                         | Mappe/foto |
| --------------------------------------------------- | --------------- | ---------------- | ------------- | --------------------------- | ------ | --------------------------------------------------------------------------------------- | ---------- |
| Forte                                               | Ieracompoli     | Al Kawm al Ahmar | 29 a.C.?      | Diocleziano                 |        | Coh.I Augusta praetoria Lusitanorum eq.                                                 |            |
| Forte                                               | Siene           | Assuan           | 29 a.C.       | Traiano?/Diocleziano?       |        | vexill. legio II Traiana Fortis Coh.I Flavia Cilicum eq. Ala Apriana Coh.Ituraeorum eq. |            |
| Forte                                               | Elefantina      | Assuan           | 29 a.C.       | Traiano?/Diocleziano?       |        | vexill. legio II Traiana Fortis Coh.Ituraeorum eq.? Coh.I Flavia Cilicum eq.            |            |
| 2 forti: uno di vexill. legionaria e uno di auxilia | File            | Filah            | 21 a.C.       | Traiano?/Diocleziano?       |        | ala Maurorum                                                                            |            |
| Forte                                               |                 | Qertassi         | Antonino Pio? | Gordiano III?               |        |                                                                                         |            |
| Forte                                               | Talmis          | Kalabsha         | 21 a.C.       | Diocleziano?                |        | Coh.II Lusitanorum eq.                                                                  |            |
| Forte                                               | Pselcis         | Dakka            | 21 a.C.       | Diocleziano? o Costantino I |        | Coh.II Ituraeorum eq. legio II Traiana Fortis                                           |            |
| Forte                                               | Hiera Sykaminos | Maharraqua       | 21 a.C.       | Diocleziano                 |        |                                                                                         |            |
| 2 forti                                             | Primis          | Qasr Ibrim       | 21 a.C.       | dopo il 247                 |        |                                                                                         |            |

#### Il fronte occidentale: dall'oasi di Karga (a sud), a quella di Siwa (a nord-ovest)
Vi fu, infine, un ultimo limes da difendere. Si trattava di quello più occidentale, a ovest del Nilo, costituito da tutta una serie di presidi, posti a guardia delle principali oasi lungo le più importanti vie carovaniere. Si trattava di forti, fortini, torri di avvistamento costruiti, a volte su preesistenti strutture di epoche anteriori a quella romana, come nelle: oasi di Dungul o Dunqul (la più meridionale), Kharga (Oasis Magna), Dakhleh, Farafra, Bahariya e di Siwa (la più settentrionale e occidentale della provincia in questione).
Nell'Oasis Magna c'erano ad esempio postazioni militari romane dal tempo di Augusto (partendo da sud a nord) a El-Qasr, Dush (Kysis), Qasr el-Ghieta, el-Deir, Qasr el-Sumeria e Qasr el-Geb.

### Dimensione dell'esercito provinciale
Qui sotto trovate una tabella che riassume le forze presenti nella provincia dell'Egitto a partire dall'Imperatore Augusto agli Antonini:
| Imperatori    | Anni    | Totale | Legionari | Ausiliari | di cui                       |
| ------------- | ------- | ------ | --------- | --------- | ---------------------------- |
| Augusto       | 29 a.C. | 22 500 | 16 500    | 6 000     | 3 legioni, 3 alae, 9 coorti  |
| Domiziano     | 80      | 17 000 | 11 000    | 6 000     | 2 legioni, 3 alae, 7 coorti  |
| Traiano       | 104     | 18 000 | 11 000    | 7 000     | 2 legioni, 3 alae, 9 coorti  |
| Antonino Pio  | 157     | 14 500 | 5 500     | 9 000     | 1 legioni, 4 alae, 12 coorti |
| Marco Aurelio | 179     | 13 500 | 5 500     | 8 000     | 1 legioni, 4 alae, 9 coorti  |
| Diocleziano   | 297     | 64 000 |           |           | 88 unità di limitanei        |

## Geografia politica ed economica

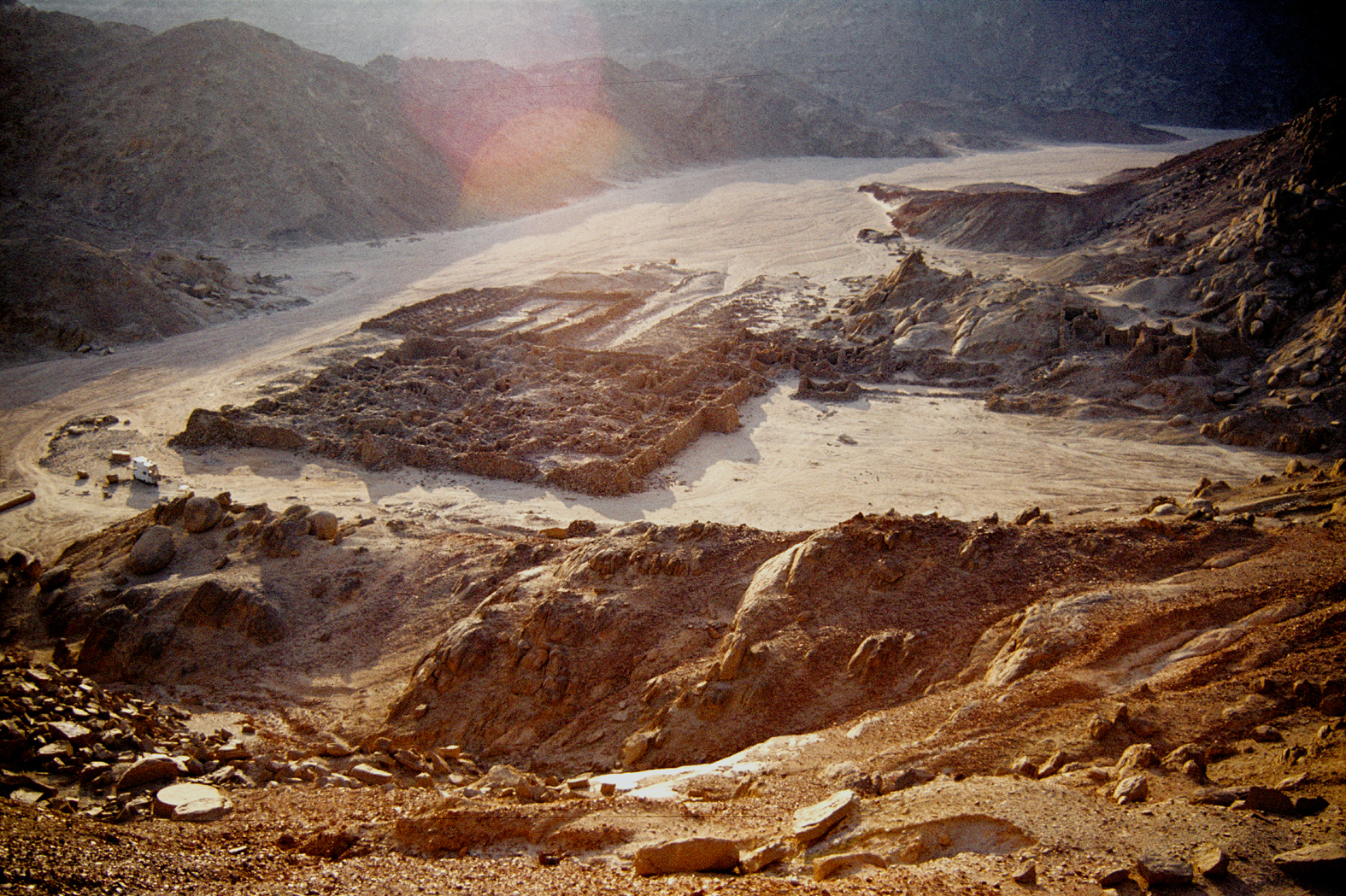
Il forte romano nei pressi delle miniere di granito bianco del Mons Claudianus

Il territorio in questione fu caratterizzato da importanti aree economico-commerciali come: la valle del fiume Nilo (esigua striscia di terra fertile, rispetto all'area circostante desertica) per le ricche coltivazioni cerealicole; alcuni punti d'approdo sul Mar Rosso (come ad es. Berenice), per il commercio con l'estremo Oriente (da cui si importavano spezie e prodotti di lusso) o l'Etiopia (con oro, avorio, elefanti e bestie feroci per i giochi circensi a Roma e nelle province) e infine l'area montuosa del deserto orientale (il Gebel Dokhan), ricco di miniere d'oro (ad es. in zona Abu Zawal), smeraldi, granito bianco pregiato del Mons Claudianus (da dove uscivano colonne alte fino a 20 metri impiegate a Roma nel foro di Traiano, nel Pantheon o nella Villa Adriana di Tivoli) e porfido, in particolare quello rosso del Mons Porphyrites (Wadi Umm Sidri), da dove furono prodotte colonne alte fino a 6-8 metri (ad es. quelle utilizzate nella Basilica di San Crisogono o nel Battistero di San Giovanni in Fonte). Quest'ultima zona fu servita da due vie militari (la prima da Quena portava a Mons Claudianus e poi alla costa presso Abu Sha'ar; la seconda sempre da Quena conduceva ad Abu Sha'ar attraverso la località di Mons Porphyrites), oltre all'importante arteria stradale della Via Hadriana, che da Antinoopoli (Sheikh Ibada) conduceva alla costa del Mar Rosso presso Abu Sha'ar e poi costeggiando la costa orientale, si fermava presso il porto di Berenice. Vi era poi una strada che collegava Copto con il Mar Rosso presso Quseir al-Qadim (forse l'antica Leukos Limen) e l'antica Myos Hormos; un'altra che sempre da Copto conduceva a Berenice; e una terza che da Edfu conduceva anch'essa a Berenice sulla costa, con una diramazione a Marsa Nakari (l'antica Nechesia?). Vale la pena ricordare che per i commerci con l'India, la Persia e la Cina, i principali porti del Mar Rosso utilizzati furono (da nord a sud): Clysma (collegato al Nilo con un canale fluviale, attivato nuovamente al tempo di Traiano), Abu Sha'ar, Philoteras, Leukos Limen, Myos Hormos, Nechesia e Berenice.